# Neuraminidase
Neuraminidasen (Sialidasen) sind eine Familie von Enzymen, die Sialinsäuren von Amino-Glycoproteinen abspalten und diese damit verdaubar machen. Solche Enzyme sind häufig in Viren, Bakterien, anderen Einzellern und Parasiten und Pilzen zu finden, kommen aber auch in den Lysosomen und den Zellmembranen von Tier und Mensch vor. Hier sind sie unverzichtbar beim Abbau der entsprechenden Aminoglycoproteine und Membran-Ganglioside. Eine Mangelkrankheit führt zu erhöhtem Gehalt dieser Substanzen in Blut und Urin (Sialidose).

## Virenenzym
Neuraminidasen sind in der Membran vieler Ortho- und Paramyxoviren Mumps, Influenza Typ A und B und andere fest verankert. Sie spalten Glycoproteine der Membranen von Virenwirtszellen und Viren selbst, um sich nach der Vervielfältigung aus der infizierten Zelle zu befreien.
Sogenannte Neuraminidase-Hemmer sind Medikamente, die diesen Prozess der Abspaltung von der Wirtszelle nach einer Infektion mit Influenzaviren verlangsamen. Es gibt neun Influenza-A-Neuraminidase-Typen, die mit N1-9 bezeichnet werden. Die geläufige Bezeichnungskombination HxNy (z. B. H5N1) ergibt sich in Kombination mit einem weiteren Oberflächenprotein, dem sog. Hämagglutinin, und bezeichnet die entsprechenden auf der Oberfläche der Viren vorhandenen Proteine, die zum Eindringen in die Wirtszelle maßgeblich nötig sind.

## Endosialidase
In Bakteriophagen der K1-Familie wurde eine Endosialidase identifiziert. Im Gegensatz zu klassischen Sialidasen beispielsweise aus Influenza-Viren spaltet eine Endosialidase (endoN) nicht terminale Sialinsäurereste von Glycokonjugaten, sondern ausschließlich im Inneren von Sialinsäure-Homo-Oligomeren und -Homo-Polymeren (polySia).
Die Kristallstruktur einer Endosialidase wurde bereits im Jahr 2005 ermittelt.

## Bakterien und Parasiten
Mehrere Hinweise darauf, dass Sialidasen wichtig für die Nahrungsaufnahme vieler Bakterienarten, insbesondere von Darmbakterien, sind, und die Tatsache, dass viele pathogene Keime Sialidaseaktivität aufweisen, zeigen, dass das Enzym auch bei Bakterien eine wichtige Rolle im Stoffwechsel spielt. Denselben Zusammenhang zwischen Sialidaseaktivität und Pathogenität konnte man beim Erreger der Chagas-Krankheit (Trypanosoma cruzi) feststellen.

## Klassifikation
Sialidasen bilden die Familie 33 in der Klassifikation der Glykosidasen nach Henrissat.